# Claudine Ledoux

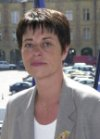
Claudine Ledoux

Claudine Ledoux (geboren am 10. Januar 1959 in Givet, Département Ardennes) ist eine französische Diplomatin und Politikerin.
Ledoux ist Mitglied der Sozialistischen Partei Frankreichs. Sie war Parlamentsabgeordnete, stellvertretende Botschafterin für regionale Zusammenarbeit für die Region des Indischen Ozeans, dann französische Botschafterin in Laos.

## Leben und Wirken
Ledoux war Dozentin an der École normale d’instituteurs de Charleville-Mézières (später in IUFM umgewandelt, ein Lehrerseminar) im Rahmen der Weiterbildung von Lehrern der ersten Stufe, als sie 1997 in die Nationalversammlung gewählt wurde. Sie wurde Abgeordnete des ersten Wahlkreises der Ardennen, nachdem sie in einer Dreierkonstellation mit dem bisherigen Abgeordneten Michel Vuibert (UDF) und der Front national mit 45,41 % der Stimmen gewählt wurde. Sie war Mitglied der Untersuchungskommission über den Stand der Rechte des Kindes in Frankreich und trug zur Schaffung der Stelle des Kinderbeauftragten bei. Sie verfasste einen parlamentarischen Bericht über die Rechte der Bürger in ihren Beziehungen zu den Behörden.
Von 1998 bis 2001 wurde sie für den damaligen Kanton Mézières-Est in den Generalrat gewählt. Sie ersetzte Lucien Bauchart, der 1998 starb. 2001 wurde sie zur Bürgermeisterin von Charleville-Mézières gewählt und setzte sich gegen den amtierenden Bürgermeister Louis Auboin (DVG) und die Rechte durch. Sie war an der Gründung der Communauté d’agglomération de Charleville-Mézières beteiligt, deren Vorsitzende sie wurde.
Bei der Parlamentswahl 2002 verlor sie ihren Sitz im Parlament, als sie 46,02 % der Stimmen und damit weniger als die UMP-Politikerin Bérengère Poletti (mit 53,98 %) erhielt.
Im Jahr 2004 wurde sie in den Regionalrat der Region Champagne-Ardenne gewählt. Sie war Vizepräsidentin der Region mit dem Aufgabenbereich internationale Beziehungen, europäische Fragen und grenzüberschreitende Zusammenarbeit.
Sie scheiterte bei der Rückeroberung des ersten Wahlkreises der Ardennen im Jahr 2007 mit 40,48 % der Stimmen gegenüber 59,52 % für Bérengère Poletti.
Sie ist Mitglied von ATTAC und der Liga für Menschenrechte. In der Sozialistischen Partei steht sie Laurent Fabius nahe. Sie wurde 2005 und 2008 in den Nationalrat der PS gewählt.
Bei der Kommunalwahl 2008 führte sie eine Liste der Linksunion (PS-PC-Grüne-PRG) an. Nachdem sie im ersten Wahlgang 47,28 % der Stimmen auf sich vereinen konnte, siegte sie mit 55,80 % im zweiten Wahlgang gegen die Abgeordnete Bérengère Poletti.
Sie kandidierte bei den Vorwahlen der Sozialisten im zweiten Wahlkreis der Ardennen für die Parlamentswahl 2012, kam aber nicht in die zweite Runde. Sie kandidierte dann im ersten Wahlkreis. Mit 44,70 % der Stimmen wurde sie erneut von Bérengère Poletti besiegt.
Im September 2013 kündigte sie an, sie werde bei der Kommunalwahl 2014 nicht wieder antreten.
Am Ende dieses Monats und aufgrund ihrer Ernennung zur Sonder-Botschafterin für regionale Zusammenarbeit in der Region des Indischen Ozeans trat sie von ihren Ämtern als Bürgermeisterin, Präsidentin des Gemeindeverbands und Vizepräsidentin des Regionalrats zurück, blieb aber weiterhin Stadt- und Regionalrätin. Am 26. Juni 2015 wurde sie zur französischen Botschafterin in Laos ernannt. Sie amtierte in dieser Funktion bis 2018 und wurde durch Florence Jeanblanc-Risler abgelöst.
Ende 2020 ging sie in Rente und kehrte nach Charleville zurück. Sie unterschrieb einen Aufruf von Laurent Joffrin zur Erneuerung der sozialistischen Partei.

## Ehrungen
- 2003: Chevalier de l'ordre des Palmes académiques
- 1. Januar 2013: Chevalier de la Légion d’honneur[14]